# Cimetière monumental de Bergame
Pour les articles homonymes, voir cimetière monumental.

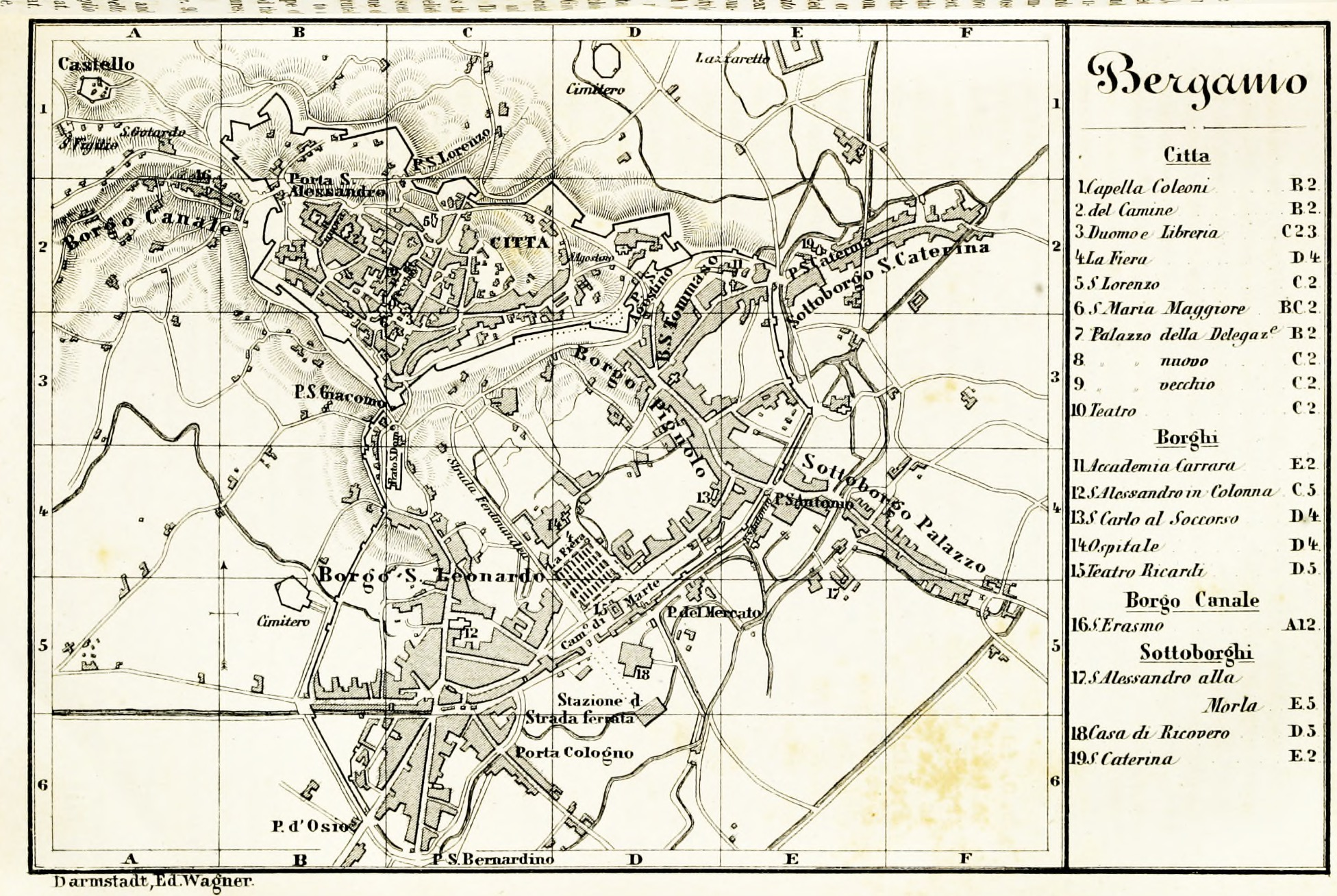
Carte de Bergame en 1869. On peut voir deux des trois cimetières du XIXe siècle à Bergame: à Santa Lucia (ouest) et Valtesse (nord)

Le cimetière monumental de Bergame est le cimetière principal de la ville de Bergame. Il a été conçu par Ernesto Pirovano et Ernesto Bazzaro et construit entre 1896 et 1913 dans un style éclectique dans le quartier de Borgo Palazzo. 

## Histoire et description
L'architecte milanais Ernesto Pirovano a remporté l'appel d'offres pour la construction du nouveau cimetière - malgré un budget bien supérieur aux 150 000 lires prévues. L'expropriation du terrain a occupé l'administration jusqu'en 1900, lorsque le chantier a commencé. Les travaux s'avérèrent difficiles et furent suspendus en 1905 pour reprendre en 1910, désormais confiés à l'entreprise de construction de Pirovano lui-même, pour se terminer en 1913.  Les premiers enterrements dans la nouvelle structure ont commencé en 1904. 
Après la Seconde Guerre mondiale, la structure de la chapelle a été modifiée et la partie avant à l'est a été construite, sur un projet du Bureau technique municipal. 
Pirovano conçoit une structure de style éclectique, avec une entrée monumentale dominée par la Famedio, où les restes des plus illustres Bergamasques sont rassemblés, comme l'écrivain littéraire Ciro Caversazzi, le politicien Angelo Mazzi, les compositeurs Antonio Cagnoni et Alessandro Nini, et le chef d'orchestre Gianandrea Gavazzeni. Egalement, le sociologue et homme politique catholique Nicolò Rezzara (1848-1915), l'aviateur Antonio Locatelli (1895-1936), le prix Nobel de chimie Giulio Natta, la styliste Nicola Trussardi, Giulia Gabrieli reposent au cimetière monumental de Bergame (1997-2011), ainsi que le footballeur Piermario Morosini (1986-2012) et l'artiste Trento Longaretti (1916-2017). 

## Galerie d'images

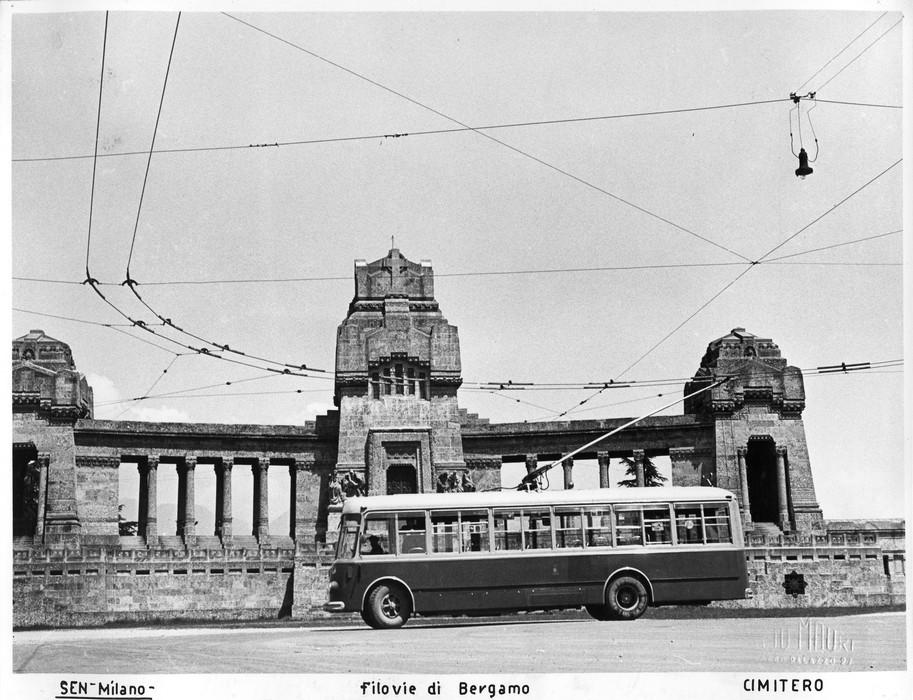
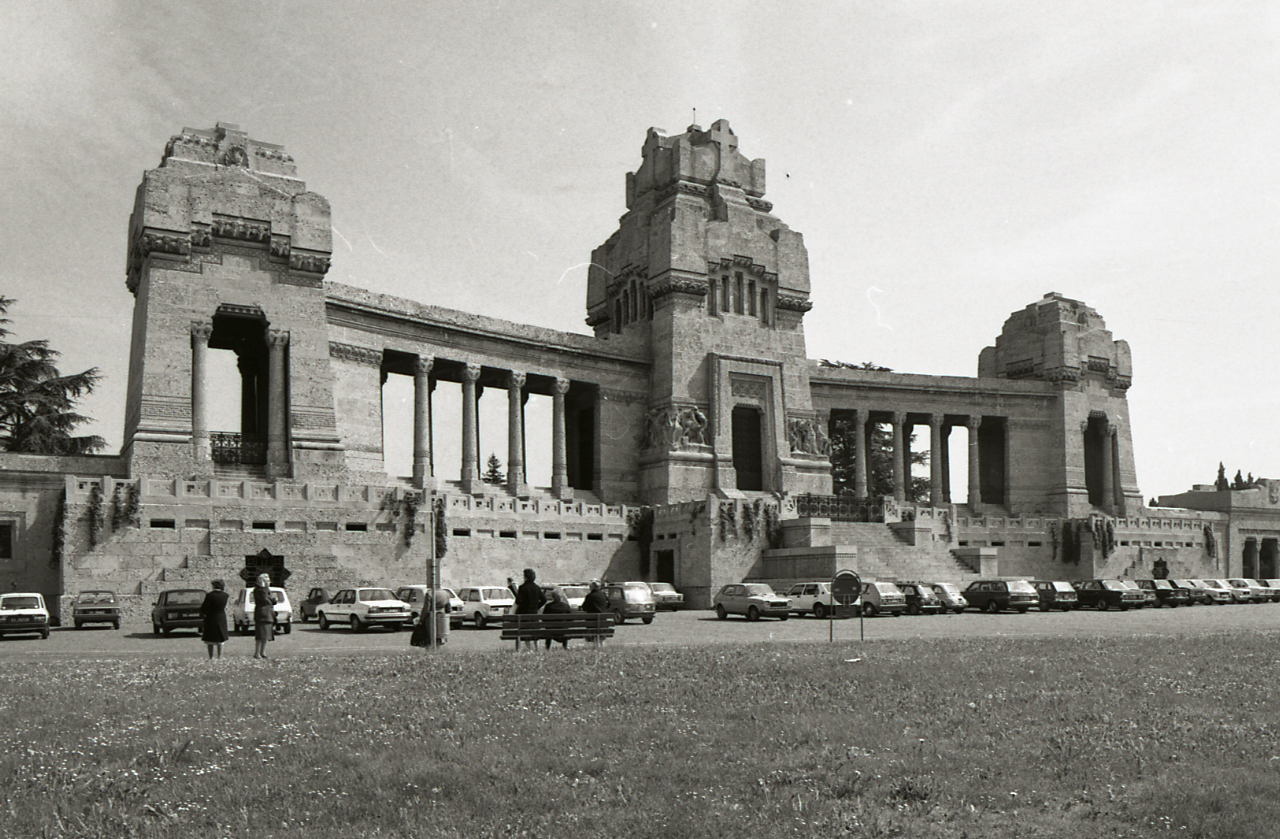

## Sépultures illustres
- Antonio Cagnoni
- Ciro Caversazzi
- Giulia Gabrieli
- Vittorio Gasparini
- Gianandrea Gavazzeni
- Felice Gimondi
- Antonio Locatelli
- Trento Longaretti
- Angelo Mazzi (it)
- Piermario Morosini
- Giulio Natta
- Alessandro Nini
- Enrico Rastelli
- Nicolò Rezzara
- Nicola Trussardi